# The Ninth Hour World Tour
Es la décima gira que desarrolló la banda de metal sinfónico finlandesa Sonata Arctica. Comenzó el 7 de octubre de 2016 y terminó el 9 de septiembre de 2017. Se desarrolló para presentar su disco que se titula The Ninth Hour. Esta es una nueva gira con Pasi Kauppinen en el bajo, y la tercera en su carrera. Es en esta gira que recorrieron varios países del mundo. Las primeras fechas se realizaron en territorio nórdico. Luego recorrieron Alemania, Francia, Italia, Suiza, Inglaterra y los Países Bajos, y luego dieron un par de shows en Estados Unidos durante noviembre y diciembre de 2016. En el siguiente año dieron shows por su país natal, Suecia, España, Portugal y otros países más. Se realizaron 132 shows. Fue otra de las giras más largas de la banda, y tras este extenso tour, la banda se encaminará en un nuevo tour el año que viene hasta la grabación del sucesor de este disco.

## Formación durante la gira
- Tony Kakko - Voz
- Tommy Portimo - Batería
- Pasi Kauppinen - Bajo
- Henrik Klingenberg - Teclado
- Elias Viljanen - Guitarra

## Lanzamiento del disco y gira

### 2016
El 7 de octubre sale este nuevo disco llamado The Ninth Hour. Consta de 11 temas y fue grabado entre abril y septiembre de 2016. Su productor es el bajista Pasi Kauppinen. El mismo día de su lanzamiento comenzó su gira, con un show en Byscenen, en Noruega. Siguieron con dos shows en Suecia el 8 y 9 de octubre, y tuvieron lugar en Restaurang Liljan y Folkets Park. 
El 11, 12 y 13 de octubre tocaron en Dinamarca, Alemania y los Países Bajos, en este último agregaron una nueva función para el día 14 de octubre.  El 15 de octubre tocaron en el O2 Shepherd's Bush Empire de Londres. 
El 16 y 18 de octubre tocaron dos veces en Francia. Los shows se desarrollaron en La Machine du Moulin Rouge y La Laiterie, y coincidieron con los shows de Ciro y los Persas en Puerto Madryn y Comodoro Rivadavia. El 19 de octubre volvieron a Suiza para tocar otra vez en la Z7 Konzertfabrik, y el 20 de octubre hicieron lo suyo en Italia. 
El 21 y 22 de octubre volvieron a Alemania para realizar otros dos shows en MS Connexion Complex y Zeche. 
Entre el 7 de noviembre y el 17 de diciembre hicieron una gira de 31 shows por Estados Unidos y Canadá.

### 2017
Comenzaron un nuevo año tocando en Lutakko el día 18 de enero. El concierto marcó el regreso de la banda a los escenarios tras un mes de descanso. 
El 19 de enero tocaron otra vez en Rytmikorjaamo. 
El 20 de enero tocaron en Terminaaliarena. 
El 21 de enero tocaron en el Club Teatria. El 27 de enero, la banda dio un concierto en The Circus, de la capital finlandesa.
El 28 de enero tocaron en Apollo de Turku
El 2 de febrero dieron un show en Katu-Klubi. Al día siguiente, y en coincidencia con la Fiesta Nacional de la Manzana, la banda dio un concierto en House of Rock Bar. 
El 4 de febrero, la banda dio un concierto arrasador en Kerub. El 20 de febrero, y tras varios días de descanso, la banda regresó a Alemania para brindar un concierto en Hirsch. El 21 de febrero tocaron otra vez en la República Checa, y el recital se dio en el Masters of Rock Café. 
El 22 de febrero, la banda regresó nuevamente a Austria para tocar otra vez en Szene. 
El 23 de febrero regresaron otra vez a Alemania para tocar en Backstage Werk. 
El 24 de febrero, la banda regresó a Italia tras dos meses para dar el primero de los dos shows, que tuvo lugar en el Vox Club. 
El 25 de febrero la banda dio el segundo concierto en Italia, y tuvo lugar en el Orion Club. Entre el 27 de febrero y el 1 de marzo hicieron tres shows en Suiza. Tuvieron lugar en Zúrich, Soleura y Lausana, y las sedes fueron Dynamo Grosser Saal, Kulturfabrik Kofmehl y Les Docks. 
El 3 de marzo la banda regresó a Francia para tocar en Le Moulin. 
Entre el 4 y 9 de marzo dieron 5 shows en España y Portugal. Las sedes fueron la Sala Bikini, la Sala La Riviera, la Sala Custom, el Lisboa Ao Vivo y la Sala Totem. 
Entre el 10 y 16 de marzo, la banda regresó nuevamente a Francia para dar otros 6 shows. 
Entre el 17 y 28 de marzo hicieron una gira de 10 shows por el Reino Unido, cuyas visitas fueron en Inglaterra, Escocia, Gales, Irlanda del Norte e Irlanda. En este último país tocaron después de 9 años sin haber estado allí. 
El 29 de marzo regresaron por tercera vez en el año a Francia. El concierto se desarrolló en Le Splendid. Luego tocarían en Herford el 30 de marzo. Sin embargo, ese show se tuvo que suspender por razones de fuerza mayor. 
El 31 de marzo tocaron en Colos-Saal. Los días 1 y 2 de abril regresaron a los Países Bajos para dar shows en Effenaar y Tivoli. 
Entre el 4 y 6 de abril dieron tres shows en Alemania, donde volvieron a tocar después de un buen tiempo. Las sedes para estos tres shows fueron Matrix, Rockfabrik y Hellraiser. En la última fecha, justo iba a tocar Rata Blanca en Tandil, pero el recital debió postergarse debido a la situación del paro general que mantuvo a la banda varada en Junín. Entre el 7 y 9 de abril dieron tres shows en Suecia, y las sedes fueron Kulturbolaget, Frimis y Pustervik. 
El 4 y 5 de mayo, la banda regresó a la Argentina para realizar dos shows en las dos filiales del Teatro Vorterix. El primer concierto se desarrolló en Rosario, donde tocaron por primera vez en su historia, y el segundo se desarrolló en Buenos Aires. 
El 7 de mayo, y tras dos años de ausencia, la banda regresó otra vez a Chile para dar un concierto en el Teatro Cariola. Entre el 9 y el 21 de mayo, la banda dio 10 conciertos en Brasil como parte de su gira sudamericana. 
El 23 de mayo, la banda regresó a Perú para tocar en la Discoteca Mangós. 
La banda regresó a Colombia para dar un concierto en Revolution Bar. El 28 de mayo tocaron por primera vez en su historia en Honduras. El concierto se dio en el Hotel Clarion. 
Entre el 30 de mayo y el 4 de junio hicieron 5 shows en México, y sus sedes fueron el Auditorio del CUM, Expo Chihuahua, Escena Disco, C3 Stage y el Circo Volador. 
El 1 de julio regresaron a Finlandia para realizar un concierto en Ouluntie 9. 
El 2 de julio, la banda dio un concierto en Suvilahti. El 14 de julio, la banda participa de una nueva edición del Karjurock Festival. El 15 de julio, la banda dio un show en Pioneeripuisto. 
El 16 de julio tocaron en Laulurinne, en donde lo hacen casi siempre. El 22 de julio, la banda dio un concierto en Laukaa.
El 29 de julio, la banda tocó en Väinölänniemi, en el marco del Kuopio RockCock 2017. Regresaron a Alemania para tocar en una nueva edición del Wacken Open Air desarrollada en el predio homónimo.
Volvieron a Suecia para tocar en Rejmyre Skola el 5 de agosto. Tiempo después participaron de una nueva edición del Runnirock.
Tocaron en Polonia el 26 de agosto en el marco del Czad Festiwal 2017. El 6 de septiembre tocaron por primera vez en su historia en Israel, y el concierto tuvo lugar en Havana Club.
El 9 de septiembre tocaron en Radio Rock Cruise. Se termina así la segunda parte de esta gira, dándose por finalizada.

## Conciertos
| Fecha                   | Ciudad            | País            | Recinto                             |
| ----------------------- | ----------------- | --------------- | ----------------------------------- |
| Europa                  |                   |                 |                                     |
| 7 de octubre de 2016    | Trondheim         | Noruega         | Byscenen                            |
| 8 de octubre de 2016    | Borlänge          | Suecia          | Restaurang Liljan                   |
| 9 de octubre de 2016    | Huskvarna         | Suecia          | Folkets Park                        |
| 11 de octubre de 2016   | Copenhague        | Dinamarca       | Pompehuset                          |
| 12 de octubre de 2016   | Hamburgo          | Alemania        | Markthalle                          |
| 13 de octubre de 2016   | Haarlem           | Países Bajos    | Patronaat                           |
| 14 de octubre de 2016   | Tilburgo          | Países Bajos    | Poppodium 013                       |
| 15 de octubre de 2016   | Londres           | Reino Unido     | O2 Shepherd's Bush Empire           |
| 16 de octubre de 2016   | París             | Francia         | La Machine du Moulin Rouge          |
| 18 de octubre de 2016   | Estrasburgo       | Francia         | La Laiterie                         |
| 19 de octubre de 2016   | Pratteln          | Suiza           | Z7 Konzertfabrik                    |
| 20 de octubre de 2016   | Milán             | Italia          | Alcatraz                            |
| 21 de octubre de 2016   | Mannheim          | Alemania        | MS Connexion Complex                |
| 22 de octubre de 2016   | Bochum            | Alemania        | Zeche                               |
| América del Norte       |                   |                 |                                     |
| 7 de noviembre de 2016  | Silver Spring     | Estados Unidos  | The Fillmore                        |
| 8 de noviembre de 2016  | Clifton Park      | Estados Unidos  | Upstate Concert Hall                |
| 9 de noviembre de 2016  | Filadelfia        | Estados Unidos  | Trocadero Theatre                   |
| 11 de noviembre de 2016 | Sayreville        | Estados Unidos  | Starland Ballroom                   |
| 12 de noviembre de 2016 | Hartford          | Estados Unidos  | Webster Theater                     |
| 13 de noviembre de 2016 | Montreal          | Canadá          | Club Soda                           |
| 14 de noviembre de 2016 | Ottawa            | Canadá          | Mavericks                           |
| 16 de noviembre de 2016 | Kitchener         | Canadá          | Dallas Night Club                   |
| 17 de noviembre de 2016 | Columbus          | Estados Unidos  | Park Street Saloon                  |
| 18 de noviembre de 2016 | Westland          | Estados Unidos  | Token Lounge                        |
| 19 de noviembre de 2016 | Pittsburgh        | Estados Unidos  | Rex Theater                         |
| 21 de noviembre de 2016 | Milwaukee         | Estados Unidos  | The Rave                            |
| 22 de noviembre de 2016 | Minneapolis       | Estados Unidos  | Mill City Nights                    |
| 24 de noviembre de 2016 | Regina            | Canadá          | The Exchange                        |
| 25 de noviembre de 2016 | Calgary           | Canadá          | Dickens                             |
| 26 de noviembre de 2016 | Edmonton          | Canadá          | Starlite Room                       |
| 28 de noviembre de 2016 | Vancouver         | Canadá          | Venue Nightclub                     |
| 29 de noviembre de 2016 | Seattle           | Estados Unidos  | El Corazón                          |
| 30 de noviembre de 2016 | Portland          | Estados Unidos  | Hawthorne Theatre                   |
| 2 de diciembre de 2016  | San Francisco     | Estados Unidos  | Slim's                              |
| 3 de diciembre de 2016  | San Diego         | Estados Unidos  | Brick By Brick                      |
| 4 de diciembre de 2016  | Anaheim           | Estados Unidos  | City National Grove of Anaheim      |
| 5 de diciembre de 2016  | Mesa              | Estados Unidos  | Club Red                            |
| 6 de diciembre de 2016  | El Paso           | Estados Unidos  | Tricky Falls                        |
| 8 de diciembre de 2016  | Englewood         | Estados Unidos  | Gothic Theatre                      |
| 9 de diciembre de 2016  | Lawrence          | Estados Unidos  | The Granada Theater                 |
| 10 de diciembre de 2016 | Dallas            | Estados Unidos  | Trees                               |
| 13 de diciembre de 2016 | San Antonio       | Estados Unidos  | Alamo City Music Hall               |
| 14 de diciembre de 2016 | Houston           | Estados Unidos  | Scout Bar                           |
| 16 de diciembre de 2016 | Lake Buena Vista  | Estados Unidos  | House of Blues                      |
| 17 de diciembre de 2016 | Atlanta           | Estados Unidos  | The Masquerade                      |
| Europa                  |                   |                 |                                     |
| 18 de enero de 2017     | Jyväskylä         | Finlandia       | Lutakko                             |
| 19 de enero de 2017     | Seinäjoki         | Finlandia       | Rytmikorjaamo                       |
| 20 de enero de 2017     | Oulu              | Finlandia       | Terminaaliarena                     |
| 21 de enero de 2017     | Tornio            | Finlandia       | Club Teatria                        |
| 27 de enero de 2017     | Helsinki          | Finlandia       | The Circus                          |
| 28 de enero de 2017     | Turku             | Finlandia       | Apollo                              |
| 2 de febrero de 2017    | Lahti             | Finlandia       | Katu-Klubi                          |
| 3 de febrero de 2017    | Kouvola           | Finlandia       | House of Rock Bar                   |
| 4 de febrero de 2017    | Joensuu           | Finlandia       | Kerubi                              |
| 20 de febrero de 2017   | Núremberg         | Alemania        | Hirsch                              |
| 21 de febrero de 2017   | Zlín              | República Checa | Masters of Rock Café                |
| 22 de febrero de 2017   | Viena             | Austria         | Szene                               |
| 23 de febrero de 2017   | Múnich            | Alemania        | Backstage Werk                      |
| 24 de febrero de 2017   | Nonantola         | Italia          | Vox Club                            |
| 25 de febrero de 2017   | Ciampino          | Italia          | Orion                               |
| 27 de febrero de 2017   | Zúrich            | Suiza           | Dynamo Grosser Saal                 |
| 28 de febrero de 2017   | Soleura           | Suiza           | Kulturfabrik Kofmehl                |
| 1 de marzo de 2017      | Lausana           | Suiza           | Les Docks                           |
| 3 de marzo de 2017      | Marsella          | Francia         | Le Moulin                           |
| 4 de marzo de 2017      | Barcelona         | España          | Sala Bikini                         |
| 5 de marzo de 2017      | Madrid            | España          | Sala La Riviera                     |
| 6 de marzo de 2017      | Sevilla           | España          | Sala Custom                         |
| 7 de marzo de 2017      | Lisboa            | Portugal        | Lisboa Ao Vivo                      |
| 9 de marzo de 2017      | Villava           | España          | Sala Totem                          |
| 10 de marzo de 2017     | Burdeos           | Francia         | Rock School Barbey                  |
| 11 de marzo de 2017     | Toulouse          | Francia         | Le Metronum                         |
| 12 de marzo de 2017     | Lyon              | Francia         | Ninkasi Kao                         |
| 14 de marzo de 2017     | Besanzón          | Francia         | La Rodia                            |
| 15 de marzo de 2017     | Nancy             | Francia         | L'Autre Canal                       |
| 16 de marzo de 2017     | Rennes            | Francia         | MJC Antipode                        |
| 17 de marzo de 2017     | Southampton       | Reino Unido     | The Engine Rooms                    |
| 18 de marzo de 2017     | Bristol           | Reino Unido     | The Marble Factory                  |
| 19 de marzo de 2017     | Cardiff           | Gales           | TramShed Cardiff                    |
| 20 de marzo de 2017     | Nottingham        | Reino Unido     | Rescue Rooms                        |
| 22 de marzo de 2017     | Mánchester        | Reino Unido     | Club Academy                        |
| 23 de marzo de 2017     | Sheffield         | Reino Unido     | Corporation                         |
| 24 de marzo de 2017     | Glasgow           | Escocia         | The Classic Grand Ballroom          |
| 25 de marzo de 2017     | Belfast           | Irlanda         | Limelight II                        |
| 26 de marzo de 2017     | Dublín            | Irlanda         | The Academy                         |
| 28 de marzo de 2017     | Wolverhampton     | Reino Unido     | The Slade Rooms                     |
| 29 de marzo de 2017     | Lille             | Francia         | Le Splendid                         |
| 31 de marzo de 2017     | Aschaffenburg     | Alemania        | Colos-Saal                          |
| 1 de abril de 2017      | Eindhoven         | Países Bajos    | Effenaar                            |
| 2 de abril de 2017      | Utrecht           | Países Bajos    | Tivoli                              |
| 4 de abril de 2017      | Bochum            | Alemania        | Matrix                              |
| 5 de abril de 2017      | Luisburgo         | Alemania        | Rockfabrik                          |
| 6 de abril de 2017      | Leipzig           | Alemania        | Hellraiser                          |
| 7 de abril de 2017      | Malmö             | Suecia          | Kulturbolaget                       |
| 8 de abril de 2017      | Örebro            | Suecia          | Frimis                              |
| 9 de abril de 2017      | Gotenburgo        | Suecia          | Pustervik                           |
| América del Sur         |                   |                 |                                     |
| 4 de mayo de 2017       | Rosario           | Argentina       | Teatro Vorterix                     |
| 5 de mayo de 2017       | Buenos Aires      | Argentina       | Teatro Vorterix                     |
| 7 de mayo de 2017       | Santiago de Chile | Chile           | Teatro Cariola                      |
| 9 de mayo de 2017       | Porto Alegre      | Brasil          | Teatro Amrigs                       |
| 10 de mayo de 2017      | Curitiba          | Brasil          | Music Hall                          |
| 12 de mayo de 2017      | Recife            | Brasil          | Club Internacional do Recife        |
| 13 de mayo de 2017      | Fortaleza         | Brasil          | DS Club Barraca Biruta              |
| 14 de mayo de 2017      | Belém             | Brasil          | Botequim                            |
| 16 de mayo de 2017      | Belo Horizonte    | Brasil          | Gran Finos                          |
| 17 de mayo de 2017      | Juiz de Fora      | Brasil          | Cultural Bar                        |
| 18 de mayo de 2017      | Río de Janeiro    | Brasil          | Circo Voador                        |
| 19 de mayo de 2017      | São Paulo         | Brasil          | Aquarius Rock Bar                   |
| 21 de mayo de 2017      | Limeira           | Brasil          | Bar da Montanha                     |
| 23 de mayo de 2017      | Lima              | Perú            | Discoteca Mangós                    |
| 25 de mayo de 2017      | Bogotá            | Colombia        | Revolution Bar                      |
| América Central         |                   |                 |                                     |
| 28 de mayo de 2017      | Tegucigalpa       | Honduras        | Hotel Clarion                       |
| América del Norte       |                   |                 |                                     |
| 30 de mayo de 2017      | Ciudad Obregón    | México          | Auditorio del CUM                   |
| 1 de junio de 2017      | Chihuahua         | México          | Expo Chihuahua                      |
| 2 de junio de 2017      | Monterrey         | México          | Escena Disco                        |
| 3 de junio de 2017      | Guadalajara       | México          | C3 Stage                            |
| 4 de junio de 2017      | Ciudad de México  | México          | Circo Volador                       |
| Europa                  |                   |                 |                                     |
| 1 de julio de 2017      | Puolanka          | Finlandia       | Ouluntie 9                          |
| 2 de julio de 2017      | Helsinki          | Finlandia       | Suvilahti                           |
| 7 de julio de 2017      | Kalajoki          | Finlandia       | Viihdekeskus Merisärkkä             |
| 14 de julio de 2017     | Uusikaupunki      | Finlandia       | Nopperlantie 1                      |
| 15 de julio de 2017     | Koria             | Finlandia       | Pioneeripuisto                      |
| 16 de julio de 2017     | Joensuu           | Finlandia       | Laulurinne                          |
| 22 de julio de 2017     | Jyväskylä         | Finlandia       | Laukaa                              |
| 29 de julio de 2017     | Kuopio            | Finlandia       | Väinölänniemi                       |
| 4 de agosto de 2017     | Wacken            | Alemania        | Wacken Open Air                     |
| 5 de agosto de 2017     | Rejmyre           | Suecia          | Rejmyre Skola                       |
| 12 de agosto de 2017    | Iisalmi           | Finlandia       | Luuniemen juhlakenttä               |
| 18 de agosto de 2017    | Dinkelsbühl       | Alemania        | Flugplatz des Aeroclubs Dinkelsbühl |
| 19 de agosto de 2017    | Moravský Krumlov  | República Checa | Rock Heart                          |
| 26 de agosto de 2017    | Straszęcin        | Polonia         | Stadion Straszęcin                  |
| Asia                    |                   |                 |                                     |
| 6 de septiembre de 2017 | Tel Aviv          | Israel          | Havana Club                         |
| Europa                  |                   |                 |                                     |
| 9 de septiembre de 2017 | Helsinki          | Finlandia       | Radio Rock Cruise                   |

## Conciertos suspendidos
| Fecha                   | Ciudad, País              | Lugar        | Motivo                                                     |
| ----------------------- | ------------------------- | ------------ | ---------------------------------------------------------- |
| 6 de noviembre de 2016  | Charlotte, Estados Unidos | The Fillmore | El concierto fue suspendido por varias circunstancias      |
| 11 de diciembre de 2016 | McAllen, Estados Unidos   | Cine El Rey  | El concierto se suspendió por razones ajenas a la banda    |
| 30 de marzo de 2017     | Herford, Alemania         | X            | El concierto fue suspendido por razones ajenas a la banda. |